# Nototriche parviflora
Nototriche parviflora là một loài thực vật có hoa trong họ Cẩm quỳ. Loài này được A.W. Hill mô tả khoa học đầu tiên.